# Индустриальная Караганда
«Индустриа́льная Караганда́» («Индустриалка») — государственная областная информационная газета. Одно из самых популярных изданий в Караганде. Распространяется по подписке и в розницу.
Выходит 3 раза в неделю:
- Вторник — 6 полос. Чёрно-белая печать. Тираж 17000.
- Четверг — 6 полос. Чёрно-белая печать. Тираж 17000.
- Суббота — 8 полос. Цвет. Тираж 17000.

В прошлом выходила каждый день тиражом 190 тысяч экземпляров.

## История
Издаётся с 11 сентября 1931 года, когда вышла под названием «Большевистская кочегарка». Тираж — 5000 экземпляров, выпускалась 2 раза в неделю. За отсутствием здания редакции, да и самого города (Караганда представляла собой рабочие посёлки при шахтах) первые номера выходили в вагоне, в тупике железнодорожного пути, около эстакады первой шахты.
В 1932—1935 годах газета выходила под названием «Карагандинская коммуна». В эти годы газета сообщает о почине донецкого шахтёра Никиты Изотова, о рекордной добыче угля Алексея Стаханова. Благодаря газете стали знамениты имена стахановцев Т. Кузембаева, К. Байтуганова, А. Топаева.
С 14 сентября 1936 года в связи с организацией области с центром в городе Караганде газета вышла под названием «Социалистическая Караганда».
В годы Великой Отечественной войны выполняя решения ЦК КП(б) Казахстана, редакция «Социалистической Караганды» выпускала ежедневные листовки «Последние известия» по материалам Совинформбюро. Газета занималась сбором средств для создания танковой колонны «Карагандинский комсомол», самолёта «Нуркен Абдиров», боевого воздушного звена «Карагандинские женщины».
Нынешнее своё название газета получила 1 мая 1963 года.
В год своего 50-летия газета была удостоена высокой награды — ордена Трудового Красного знамени.
15 июня 2004 года вышел в свет юбилейный 20 000-й номер издания.
В 2016 году в рамках комплексного плана приватизации газета оказалась в числе государственных СМИ, выставленных на торги.
В 2020 году объединена с газетой «Орталык Казахстан» в медиахолдинг «Saryarqa Aqparat», владельцем которого является управление внутренней политики акимата Карагандинской области.

## Финансы
Убытки по итогам 2016 года составили 1 млн 17 тысяч тенге, по итогам 2017 — 3 млн 316 тысяч, по итогам 2018 года — 1 млн 385 тысяч тенге.

## Главные редакторы
- Владимир Рыжков
- Оксана Мягких

## Лёгкоатлетическая эстафета на приз газеты «Индустриальная Караганда»
Более 60 лет каждый год 2 мая в Караганде проходит легкоатлетическая эстафета на приз газеты «Индустриальная Караганда». Количество участников достигает 5500 человек.